# Лањи (Авелино)
Лањи је насеље у Италији у округу Авелино, региону Кампанија.
Према процени из 2011. у насељу је живело 22 становника. Насеље се налази на надморској висини од 448 м.